# Communauté de communes de la Mossig et du Vignoble
La communauté de communes de la Mossig et du Vignoble est une communauté de communes française située dans le département du Bas-Rhin et dans la région Grand Est. 
Créée le 1er janvier 2017, elle regroupe 24 communes et près de 25 000 habitants. Elle est présidée par Daniel Acker.

## Histoire
La communauté de communes de la Mossig et du Vignoble voit le jour le 1er janvier 2017, à la suite de la fusion de la Communauté de communes des coteaux de la Mossig et la communauté de communes la Porte du Vignoble. 
Cette fusion s’inscrit dans le cadre de la loi portant nouvelle organisation territoriale de la République (loi dite  « NOTRe »), dont l’objectif est de simplifier le paysage administratif français.

## Composition
La communauté de communes est composée des 24 communes suivantes :

| Nom                        | Code Insee | Gentilé              | Superficie (km2) | Population (dernière pop. légale) | Densité (hab./km2) |
| -------------------------- | ---------- | -------------------- | ---------------- | --------------------------------- | ------------------ |
| Wasselonne (siège)         | 67520      | Wasselonnais         | 15               | 5 777 (2022)                      | 385                |
| Balbronn                   | 67018      | Balbronnais          | 10,18            | 677 (2022)                        | 67                 |
| Bergbieten                 | 67030      | Bergbietenois        | 4,24             | 725 (2022)                        | 171                |
| Cosswiller                 | 67077      | Cosswillerois        | 15,75            | 593 (2022)                        | 38                 |
| Crastatt                   | 67078      | Crastattois          | 3,39             | 291 (2022)                        | 86                 |
| Dahlenheim                 | 67081      | Dahlenheimois        | 5,35             | 787 (2022)                        | 147                |
| Dangolsheim                | 67085      | Dangolsheimois       | 4,47             | 689 (2022)                        | 154                |
| Flexbourg                  | 67139      | Flexbourgeois        | 1,7              | 481 (2022)                        | 283                |
| Hohengœft                  | 67208      | Hohengftois                     | 3,43             | 538 (2022)                        | 157                |
| Jetterswiller              | 67229      | Jetterswillerois     | 3,54             | 187 (2022)                        | 53                 |
| Kirchheim                  | 67240      | Kirchheimois         | 2,3              | 697 (2022)                        | 303                |
| Knœrsheim                  | 67245      | Knoersheimois        | 2,36             | 187 (2022)                        | 79                 |
| Marlenheim                 | 67282      | Marlenheimois        | 14,59            | 4 200 (2022)                      | 288                |
| Nordheim                   | 67335      | Nordheimois          | 6,32             | 947 (2022)                        | 150                |
| Odratzheim                 | 67354      | Odratzheimois        | 1,54             | 526 (2022)                        | 342                |
| Rangen                     | 67383      | Rangenais            | 1,65             | 209 (2022)                        | 127                |
| Romanswiller               | 67408      | Romanswillerois      | 11,42            | 1 184 (2022)                      | 104                |
| Scharrachbergheim-Irmstett | 67442      | Scharrachbergheimois | 3,22             | 1 320 (2022)                      | 410                |
| Traenheim                  | 67492      | Traenheimois         | 3,1              | 655 (2022)                        | 211                |
| Wangen                     | 67517      | Wangenois            | 3,87             | 637 (2022)                        | 165                |
| Wangenbourg-Engenthal      | 67122      | Wangenbourgeois      | 31,52            | 1 339 (2022)                      | 42                 |
| Westhoffen                 | 67525      | Westhoffenois        | 20,65            | 1 703 (2022)                      | 82                 |
| Zehnacker                  | 67555      | Zehnackerois         | 2,18             | 251 (2022)                        | 115                |
| Zeinheim                   | 67556      | Zeinheimois          | 2,46             | 226 (2022)                        | 92                 |

## Fonctionnement

### Siège
Le siège est situé 31-33 rue des pins à Wasselonne.

### Conseil communautaire
Le conseil communautaire de la communauté de communes se compose de 71 conseillers pour la mandature 2020-2026, répartis comme suit :
| Nombre de conseillers | Communes                                                        |
| --------------------- | --------------------------------------------------------------- |
| 10                    | Wasselonne                                                      |
| 7                     | Marlenheim                                                      |
| 3                     | Westhoffen                                                      |
| 2                     | Romanswiller, Scharrachbergheim-Irmstett, Wangenbourg-Engenthal |
| 1                     | Les 18 communes restantes                                       |

## Transports
La communauté de communes est devenue autorité organisatrice de la mobilité (AOM).

### Impact énergétique et climatique

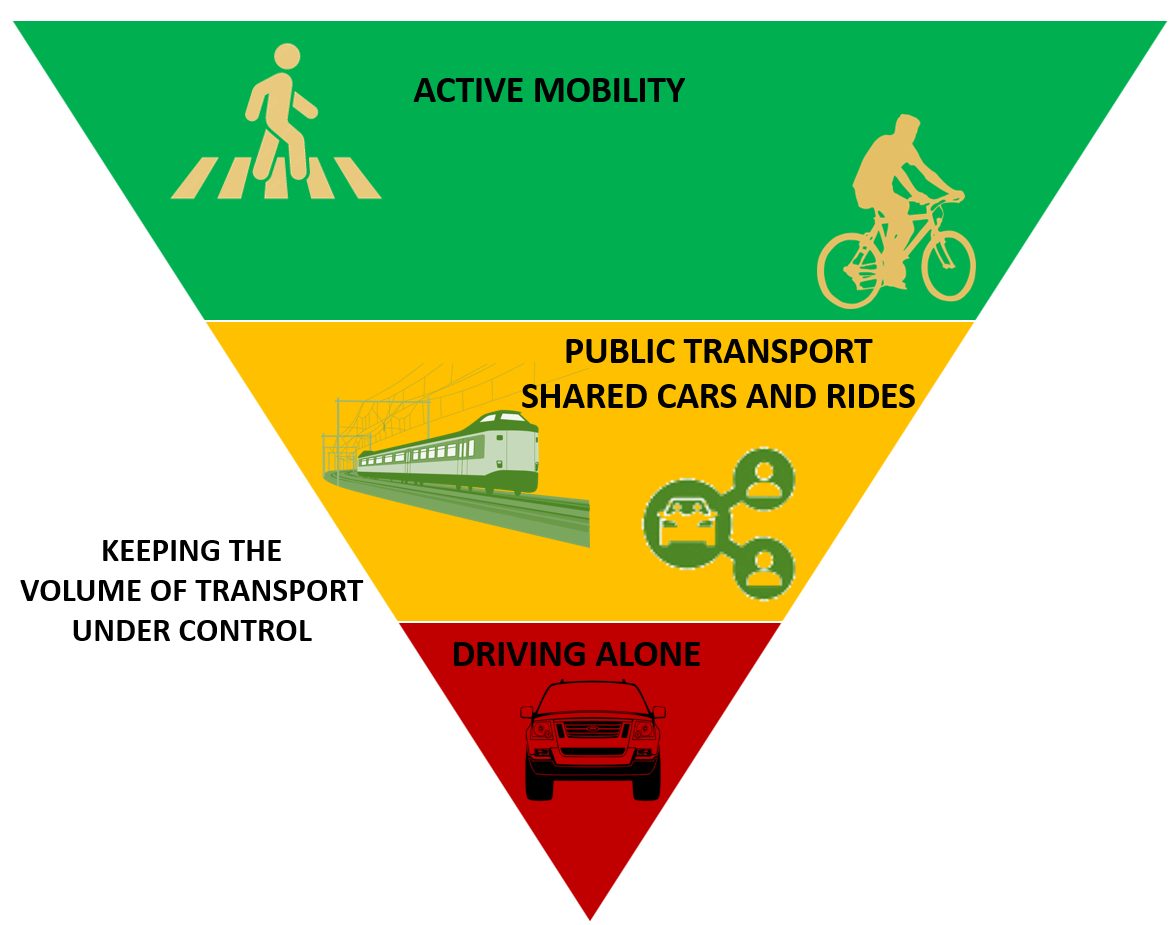
Pyramide de la mobilité, proposée par le projet européen Share North.

| -                              | Transports routiers | Autres transports |
| ------------------------------ | ------------------- | ----------------- |
| Carburant (GWh)                | 107                 | 0                 |
| Électricité (GWh)              | 0                   | 0                 |
| Gaz à effet de serre (ktéqCO2) | 27                  | 0                 |

## Énergie et climat
Dans le cadre du schéma régional d'aménagement, de développement durable et d'égalité des territoires (SRADDET) du Grand Est, ATMO Grand Est tient à jour les statistiques énergétiques  des établissements publics de coopération intercommunale de la collectivité européenne d'Alsace sous forme de diagramme de flux.
L'énergie finale annuelle, consommée en 2020, est exprimée en gigawatts-heures,.
| -                          | GWh |
| -------------------------- | --- |
| Électricité                | 139 |
| Carburants ou combustibles | 388 |
| Chaleur primaire           | 23  |

L'énergie produite en 2020 est également exprimée en gigawatts-heures.
| -                          | GWh |
| -------------------------- | --- |
| Électricité                | 3   |
| Carburants ou combustibles | 129 |
| Chaleur primaire           | 23  |

Les gaz à effet de serre sont exprimés en kilotonnes équivalent CO2.
| -                     | ktéqCO2 |
| --------------------- | ------- |
| Liées à l'énergie     | 68      |
| Non liées à l'énergie | 30      |